# Distrikt Fernando Lores
Der Distrikt Fernando Lores ist ein Distrikt in der Provinz Maynas der Region Loreto in Nordost-Peru. Der Distrikt wurde am 8. Juni 1936 gegründet. Benannt wurde er nach Fernando Lores Tenazoa (1906–1933), einem peruanischen Militär und Nationalheld im kolumbianisch-peruanischen Krieg.
Der Distrikt hat eine Fläche von 4568 km². Beim Zensus 2017 lebten 14.957 Einwohner im Distrikt. Im Jahr 1993 lag die Einwohnerzahl bei 16.596, im Jahr 2007 bei 19.127. Verwaltungssitz ist die 108 m hoch am rechten Flussufer des Amazonas gelegene Kleinstadt Tamshiyacu mit 6535 Einwohnern (Stand 2017). Tamshiyacu befindet sich 30 km südsüdöstlich der Provinz- und Regionshauptstadt Iquitos.

## Geographische Lage
Der Distrikt Fernando Lores liegt im peruanischen Amazonasgebiet im äußersten Süden der Provinz Maynas. Er erstreckt sich entlang dem Amazonas, größtenteils auf der rechten östlichen Uferseite. Die Längsausdehnung in Nord-Süd-Richtung beträgt 100 km, die maximale Breite 75 km. Im Norden ist der Regenwald zum Teil gerodet.
Der Distrikt Fernando Lores grenzt im Südwesten an den Distrikt Saquena (Provinz Requena), im Westen an die Distrikte Nauta (Provinz Loreto) und San Juan Bautista, im Nordwesten an den Distrikt Belén, im Nordosten an den Distrikt Indiana sowie im Südosten an den Distrikt Yavarí (Provinz Mariscal Ramón Castilla).